# Przedsiębiorstwo Komunikacji Samochodowej w Lubinie
Przedsiębiorstwo Komunikacji Samochodowej w Lubinie S.A. – przewoźnik drogowy utworzony w 2004 roku w wyniku prywatyzacji istniejących od 1946 roku struktur Państwowej Komunikacji Samochodowej w Lubinie.
Oprócz regionalnego transportu autobusowego w powiecie lubińskim oraz legnickim i złotoryjskim, od 1995 roku przewoźnik obsługuje komunikację miejską w Lubinie (od 2016 r. występującą pod nazwą Lubińskie Przewozy Pasażerskie) organizowaną w ramach powiatowego publicznego transportu zbiorowego, a od 2019 roku również komunikację miejską w Złotoryi.

## Historia
Państwowa Komunikacja Samochodowa w Lubinie funkcjonowała w następujących formach organizacyjnych:
- od 1946 placówka terenowa oddziału w Legnicy Wojewódzkiego Przedsiębiorstwa PKS we Wrocławiu,
- od 1968 oddział PKS w Lubinie Wojewódzkiego Przedsiębiorstwa Państwowej Komunikacji Samochodowej we Wrocławiu,
- od 1975 VII osobowo-towarowy oddział Wojewódzkiego Przedsiębiorstwa Państwowej Komunikacji Samochodowej w Zielonej Górze,
- od 1983 VII osobowo-towarowy oddział Krajowej Państwowej Komunikacji Samochodowej w Zielonej Górze,
- od 1990 Przedsiębiorstwo Państwowej Komunikacji Samochodowej w Lubinie (komercjalizacja oddziału)[1].

Wyodrębnienie oddziału PKS w Lubinie w 1968 roku miało związek z budową kompleksu wydobywczego rudy miedzi (kopalnie miedzi) na terenach przylegających do miejscowości Lubin, Rudna, Polkowice w Legnicko-Głogowskim Okręgu Miedziowym. W strukturę oddziału włączono placówkę terenową w Chojnowie podporządkowaną uprzednio oddziałowi w Legnicy oraz placówkę w Chocianowie, uprzednio podległą oddziałowi w Bolesławcu.
Na skutek powstania po transformacji ustrojowej licznych przewoźników drogowych, na najbardziej frekwencyjnych trasach spadła rentowność połączeń PKS. Od prywatyzacji spółka funkcjonuje na równych zasadach z innymi przewoźnikami i przy kształtowaniu siatki połączeń kieruje się rachunkiem ekonomicznym. W konsekwencji przewoźnik systematycznie likwidował komercyjne połączenia w komunikacji międzymiastowej. 19 lipca 2017 roku zrezygnowano z prowadzenia liczącej 9 par kursów linii Lubin – Wrocław. Z początkiem sierpnia 2018 roku ograniczono (z siedmiu do jednej pary kursów) rozkład jazdy na linii Polkowice – Legnica (przez Lubin).
Po likwidacji Wojewódzkiego Przedsiębiorstwa Komunikacyjnego w Legnicy w 1995 roku zarząd miasta w Lubinie powierzył PPKS Lubin prowadzenie komunikacji miejskiej. Następnie, przedsiębiorstwo wygrywało kolejno przetargi na operatora publicznego transportu zbiorowego dla Lubina (w latach 1995, 2000 i 2010). W 2016 roku spółka wygrała przetarg na trzyletnią obsługę linii organizowanych przez Powiat lubiński na obszarze trzech gmin (miasto Lubin, gmina wiejska Lubin, gmina Ścinawa) w ramach Lubińskich Przewozów Pasażerskich, następnie przetarg na obsługę tego systemu przez lata 2021-2025.  W 2021 r. gmina Ścinawa wycofała się z uczestnictwa w LPP, przechodząc na samodzielną organizację linii Ścinawa – Lubin z innym przewoźnikiem.
Pod koniec 2018 roku sieć Lubińskich Przewozów Pasażerskich rozszerzyła się o gminę Rudna, a na początku 2019 r. na skutek umów między powiatami lubińskim i polkowickim, o gminy Chocianów i Polkowice.
Przewozy w komunikacji powiatowej są w pełni finansowane przez samorządy. W konsekwencji pasażerowie nie muszą nabywać biletów.

## Struktura własnościowa
Akcjonariuszami spółki są osoby fizyczne (w tym pracownicy dawnego PPKS Lubin) oraz PKS „Tour” Jelenia Góra i spółki zależne: PKS „Trans-Pol” oraz PKS w Wołowie. Według informacji z 2015 roku grupa kapitałowa PKS „Tour” Jelenia Góra posiadała 80 procent akcji.

## Tabor
Według informacji ze sprawozdania finansowego za rok 2017, spółka posiadała łącznie 119 autobusów, w tym:
- 62 pojazdy do obsługi transportu regionalnego,
- 57 pojazdów do obsługi umowy ze starostwem powiatowym w Lubinie.

We flocie przeznaczonej do obsługi umowy z powiatem najwięcej pojazdów stanowiły autobusy MAN Lion’s City, Karosa B951, Irisbus Citelis 12, Neoplan Centroliner N4516, Setra Multi Class S 315 NF.
W 2019 r., dwa pojazdy (Karosa B951 i mikrobus Kapena) przeznaczono do obsługi umowy z urzędem miasta w Złotoryi.